# Municipio de Calimaya
El municipio de Calimaya es uno de los 125 municipios del Estado de México, se trata de una localidad con comunidades tanto urbanas como rurales que posee una superficie de 102,317 km² y cuya cabecera municipal es la población de Calimaya de Díaz González. Actualmente es una zona residencial en crecimiento. Limita al norte con Toluca, Metepec y Mexicaltzingo; al sur con Rayón y Tenango del Valle; al este con Mexicaltzingo, Chapultepec, Tianguistenco, San Antonio la Isla y Rayón; y al oeste con Tenango del Valle y Toluca. Según el censo del 2020 tiene una población total de 68,489  habitantes.
En el municipio se encuentra el conocido Zoológico de Zacango.

## Etimología
De acuerdo con el estudio realizado por el Instituto Nacional para el Federalismo y el Desarrollo Municipal, la palabra Calimaya se compone de los radicales calli: "casa" y máitl: "trabajar con las manos". Es por ello que etimológicamente puede significar "Lugar donde se construyen casas".

## Escudo
En el Códice Mendocino aparece Calimaya con un jeroglífico representado por dos signos calli en línea horizontal. Este ideográfico, según Manuel Orozco y Berra, da a entender: "en donde las casas están alineadas".
El apellido de Díaz González fue dado a la cabecera de Calimaya el 28 de septiembre de 1894, cuando ésta obtuvo la categoría de Villa y en honor de don Prisciliano María de Díaz González, político y jurista del siglo pasado, que nació en Calimaya. Desde entonces la cabecera municipal se denominó Calimaya de Díaz González.

## Geografía

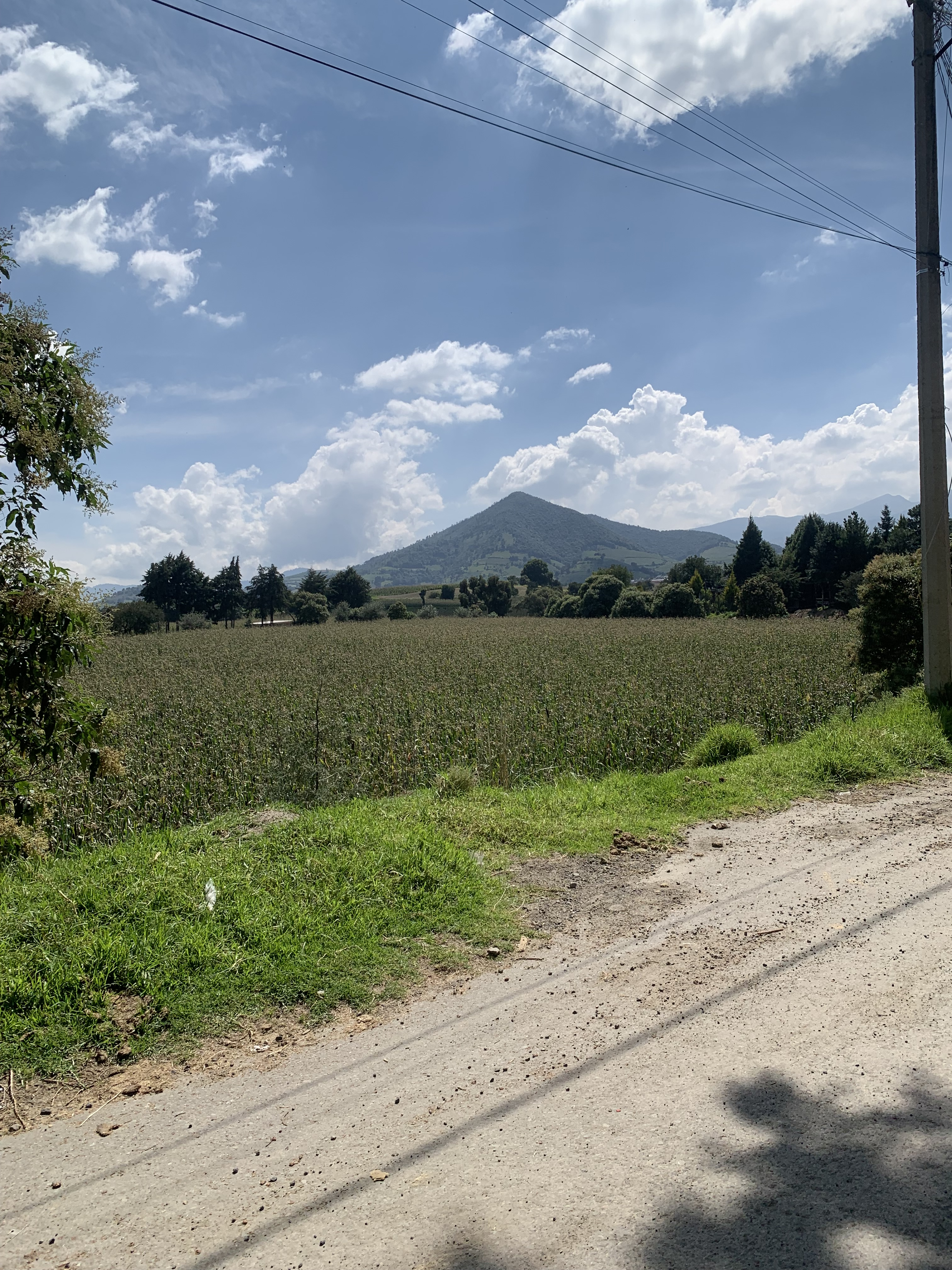
Campo en Calimaya

El municipio de Calimaya está situado justo debajo del Nevado de Toluca, la cuarta montaña más alta de México y que colinda con los valles de Toluca y Tenango del Valle.

### Demografía
En el año 2010 el Municipio de Calimaya tenía una población total de 47,033 habitantes. Para el año 2020 el número de habitantes incrementó un total de 21,456 nuevos calimayenses, para alcanzar en ese año los 68,489 habitantes. De la misma forma la densidad de población sobre kilómetro cuadrado pasó de 451 en 2010 a 657 en 2020.
A partir del año 2009 en Calimaya se disparó la construcción de conjuntos urbanos, en los cuales se observa el fenómeno de Población en Movimiento, que en su mayoría conserva su dirección anterior pero habita en esos conjuntos urbanos.
| Evolución demográfica del municipio de Calimaya |        |        |        |        |        |        |
| 1970                                            | 1980   | 1990   | 2000   | 2010   | 2015   | 2020   |
| 15 600                                          | 21 800 | 24 906 | 35 196 | 47 033 | 56 574 | 68 489 |

### Principales Localidades

Principales localidades del municipio de Calimaya.

| Localidad                            | Población |
| Total Municipio                      | 68,489    |
| Calimaya de Díaz González            | 13,038    |
| Santa María Nativitas                | 6,832     |
| San Andrés Ocotlán                   | 6,465     |
| Zaragoza de Guadalupe                | 6,075     |
| Residencial Villas del Campo         | 4,904     |
| San Lorenzo Cuauhtenco               | 3,758     |
| Fraccionamiento Valle del Nevado     | 3,676     |
| San Diego la Huerta                  | 3,095     |
| La Concepción Coatipac (La Conchita) | 2 447     |
| San Marcos de la Cruz                | 1,315     |

### Localización
El municipio de Calimaya se localiza al sur de Toluca. Se ubica geográficamente en los paralelos 99°37′2″ de longitud oeste y en los 19°10'25" de latitud norte. Limita al norte con los municipios de Toluca, Metepec, Mexicaltzingo y Chapultepec; al oriente con Tianguistenco y San Antonio la Isla; al occidente con Toluca; al sur con Tenango del Valle y Santa María Rayón. El territorio ocupa un amplio plano inclinado que al oeste se encuentra la parte más alta, a los 4,578 metros sobre el nivel del mar, que baja hasta el terreno plano de la parte oriental, a una altitud de 2,600 m s. n. m. La cabecera municipal tiene una altitud media de 2,680 m s. n. m.

### Extensión
Durante la Colonia, su territorio tenía una superficie aproximada de 520.5 Km2. En la actualidad el territorio ocupa una extensión de 101.19 km cuadrados.

### Orografía
El sistema montañoso está conformado por el Nevado de Toluca, por el monte de Tepemaxalco (compuesto de dos cumbres similares), al que popularmente se le conoce como el Cerro de los Cuates y por el Cerro de Putla.

### Hidrografía
El sistema hidrográfico se compone de los arroyos las Cruces, los Temascales, las Palmas, el Ojo de Agua y riachuelos formados durante la temporada de lluvias.

### Clima
Se le clasifica como templado lluvioso (Cwbg), con lluvias predominantes en verano. La temperatura del mes más cálido es inferior a 22 °C y se registra antes del 21 de junio. Suelen presentarse heladas en los meses de noviembre a enero y ocasionalmente en mayo (heladas tardías) y en septiembre (heladas tempranas). Estas últimas son altamente perjudiciales para la agricultura.
La sequía abarca los meses de noviembre, diciembre, enero, febrero y marzo. Los meses de lluvia son de mayo a agosto, así en junio, julio, agosto y septiembre; se gestan las atmosféricas más húmedas, con precipitaciones máximas de 190 mm en el mes de julio. Anualmente la precipitación va de los 800 a 900 mm. La temperatura media anual varía entre los 12 °C y 14 °C.

### Principales Ecosistemas

#### Flora

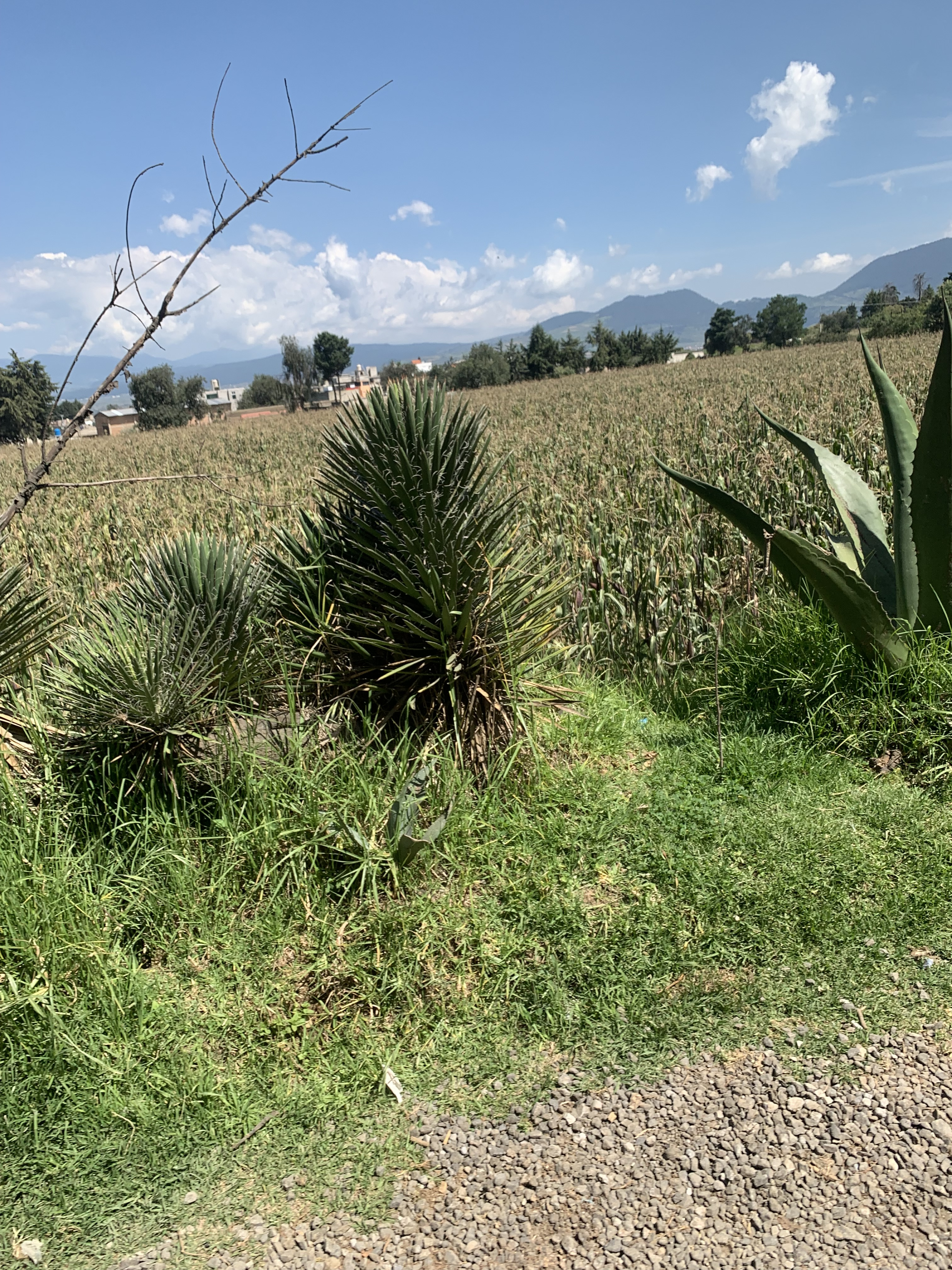
Campo en Calimaya

En las faldas del Nevado de Toluca, que es la zona boscosa del municipio, se encuentran coníferas principalmente: oyamel, encino y pino. 

#### Fauna
La fauna está siendo exterminada por el hombre. En la zona boscosa a faldas del volcán, existían animales como el gato montés, los venados y águilas. Además ahí se encuentra el Zoológico de Zacango, con diversas especies en cautiverio. 

#### Zoológico de Zacango
Perteneciente al Municipio de Calimaya y no a Toluca, fue inaugurado el 11 de diciembre de 1980. Donde antes fue la hacienda de Zacango hoy es uno de los zoológicos con más biodiversidad, en cuanto a especies silvestres, ya que cuenta con más de 180 diferentes especies de todo el mundo, de las cuales 80 se encuentran en peligro de extinción.
Se encuentra muy cerca del Nevado de Toluca; fue declarado como área natural protegida el 29 de agosto de 1981 gracias a los esfuerzos del gobierno del estado de México la CONAMP, la SEMARNAT y la CEPANAF.
Este zoológico cuenta con 159 hectáreas y se encuentra construido sobre una antigua hacienda franciscana del siglo XVI, que luego perteneció a los condes de Santiago y Calimaya. Es considerado uno de los más amplios y hermosos de Latinoamérica.
El Zoológico se encuentra dentro del Municipio de Calimaya a 14 km de la ciudad de Toluca, en una zona rural a 15 minutos del pueblo de Metepec.

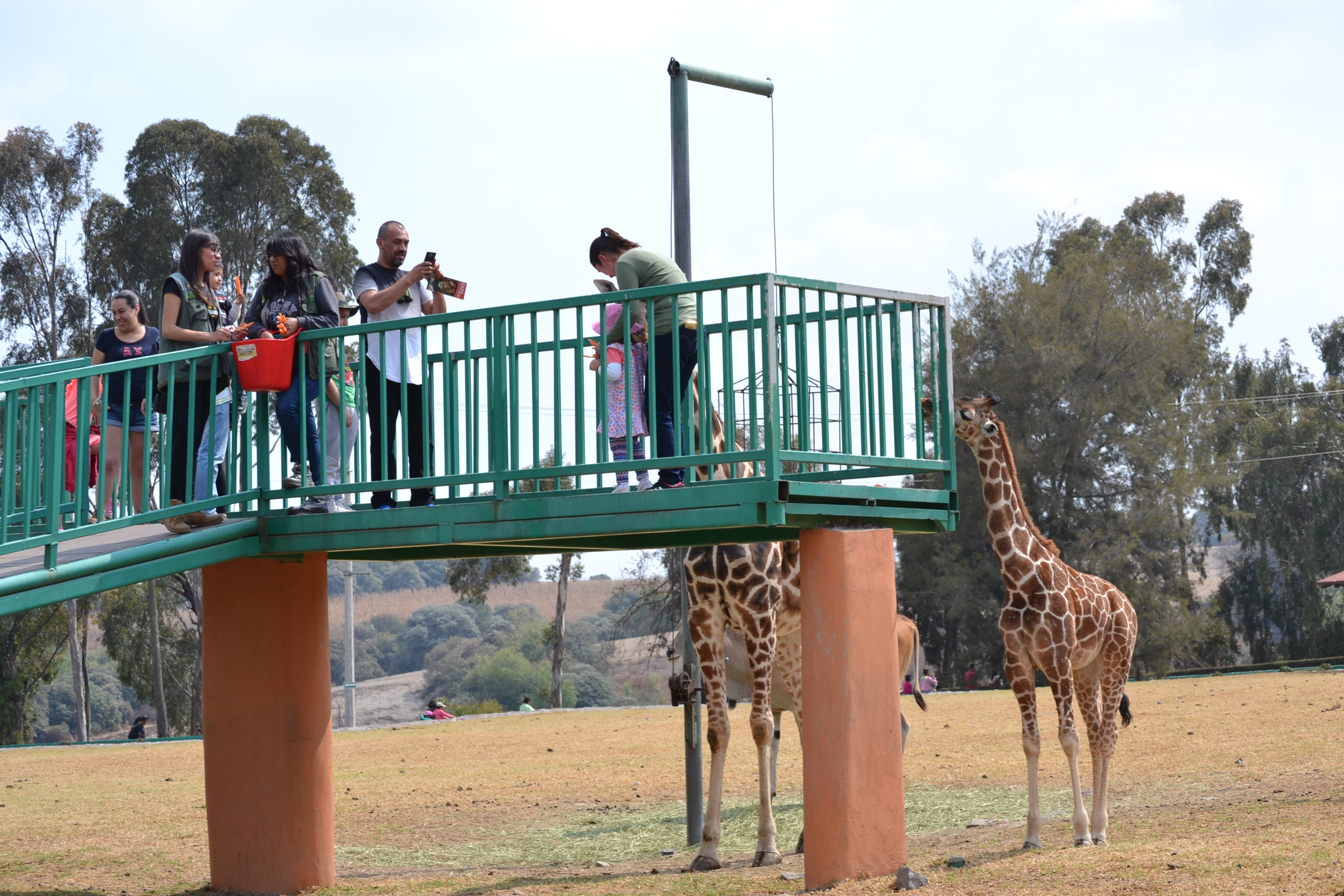
Gente con Jirafas en Zacango

Actualmente el Zoológico de Zacango ha sido remodelado por el Gobierno del Estado. A su vez realiza visitas guiadas, campamentos para niños y recorridos nocturnos para conocer el comportamiento de los animales por las noches.

### Recursos naturales
La zona boscosa es de los recursos más abundantes. Su explotación aunque se racionaliza por dependencias estatales con apoyo del municipio, no es posible vigilarla rigurosamente.
Los recursos minerales del municipio son básicamente los utilizados en la construcción: arena, grava. La extracción que hacen de ellos ha propiciado un aumento en el ingreso económico municipal.

### Características y Uso de Suelo
En cuanto al tipo de suelo utilizado para la agricultura hay los aluviales y coluviales; de ellos se deduce que el suministro de materia orgánica brindada por plantas y animales ha sido constante. Además, es característico de la región el Feozem, Cambisol y Andosol. El suelo cuenta con un alto contenido de materia orgánica, de humus y de nitrógeno; muy poco contenido de elementos menores como barro, zinc, cobre y cobalto, y nulo contenido de calcio, potasio, fósforo y magnesio.
El 93% del territorio municipal se destina al uso agrícola, pecuario y forestal, el 3% está ocupado por viviendas. El resto se destina a otros usos de los que destaca la explotación minera.

## Integración territorial del municipio
Se integra por la cabecera de Calimaya de Díaz González (dividida en cinco barrios: Los Ángeles, El Calvario, San Martín, Gualupita y San Juan) con población de  6,726 habitantes, y las siguientes delegaciones/pueblos, con sus respectivas poblaciones (en censo de 1995):
Concepción Coatipac: 962
San Bartolito Tlaltelolco: 962
San Andrés Ocotlán: 4,169
San Diego de la Huerta: 871
San Lorenzo Cuauhtenco: 1,993
San Marcos de la Cruz: 733
Santa María Nativitas: 4,069
Zaragoza de Guadalupe: 3,992

## Gobierno
El gobierno municipal calimayense está representado por un Presidente Municipal, quien se auxilia de diez regidores que se eligen por elección popular y duran en su cargo tres años, un síndico y un secretario del ayuntamiento. También tiene organismos de contraloría, tesorería, dir. de administración, dirección de obras públicas y desarrollo urbano, oficialía conciliadora y calificadora, dir. de seguridad pública, dirección de gobernación, y dirección de desarrollo integral de la familia, además de autoridades auxiliares del municipio, como delegados y subdelegados, jefes de sector o de sección y jefes de manzana. Se tienen 24 delegados y 20 subdelegados, son elegidos por votación, duran en su cargo tres años.
Calimaya se ubica dentro de los distritos electorales federal I Tenancingo y local V Tenango del Valle.Reglamentación Municipal
El Reglamento de Panteones, el Reglamento Interior del H, Ayuntamiento, el Reglamento de Minas y el Reglamento Interior de Trabajadores son los reglamentos internos.

## Reseña histórica
La población de Calimaya fue fundada en torno al siglo IX. En 1472 fue conquistada por el tlatoani mexica Axayácatl. En 1521 el español Gonzalo de Sandoval conquistó Calimaya. En 1524 inició la evangelización por parte de la Orden Franciscana. 
Calimaya y Tepemaxalco, como parte de un mismo territorio, tuvieron una población indígena mayoritariamente matlatzinca y coexistía con mexicanos, otomíes y mazahuas. Esta convivencia de grupos indígenas dentro del territorio municipal, fue importante y se reflejó en las manifestaciones culturales como en la vida cotidiana en la diversidad lingüística, los sistemas de almacenamiento de granos y los sistemas de cultivo.
El encomendero estaba obligado a ver por la institución religiosa, pagaba una parte del tributo que se le entregaba a los frailes franciscanos, quienes desde 1524 vivían entre los calimayenses y tepemaxalquenses. 
En 1528 ordenó el rey de España que los indios de Calimaya y Tepemaxalco pagaran un tributo a Hernán Cortés en trabajo y en productos cultivados, es decir, bajo encomienda.
Al poco tiempo, Hernán Cortés obsequió su derecho de ser encomendero de Calimaya y Tepemaxalco a Don Juan Xavier Joachín Gutiérrez Altamirano Velasco, su primo hermano y compañero en la conquista de México , a quien se le pagó tributo hasta 1530, fecha en la que cometió un delito ante los juzgados españoles. Por eso Calimaya, Tepemaxalco y sus pueblos sujetos fueron encomendados a Cristóbal Cisneros y a Alonso de Ávila, pero el 14 de julio de 1531 Hernán Cortés recuperó su antiguo derecho y el 30 de mayo de 1536, la encomienda volvió a Juan Gutiérrez Altamirano, cuyos descendientes serían los famosos condes de Santiago Calimaya.
1560 la población fue designada por el virrey Luis de Velasco y Castilla como pueblo de congregación para las localidades circundantes. El 1616 fue  creado el Condado de Santiago Calimaya.
En un principio lo más probable es que hubiese tres señores caciques porque en el periodo prehispánico había tres comunidades con tlatoani: Calimaya, Tepemaxalco y Mexicaltzingo. En 1549 se introdujo el sistema político de cabildos en los pueblos de indios. En Calimaya y Tepemaxalco el funcionamiento formal de los cabildos data de 1560, fecha en la que se congregaron los pueblos y en la que se empezó a llamar "República de Indios" a ese sistema político territorial de cabeceras, barrios y pueblos sujetos.

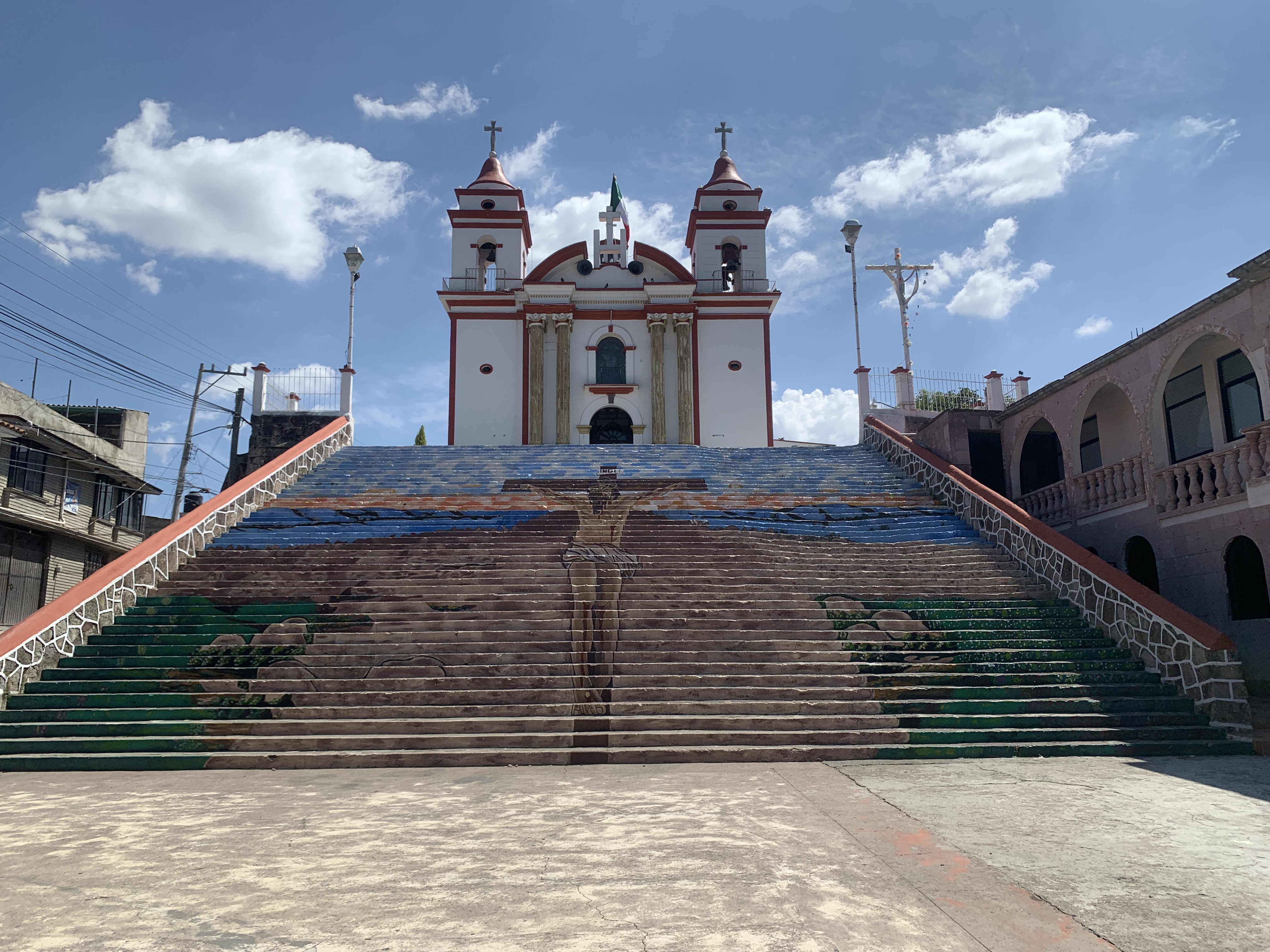
Iglesia del Calvario en Calimaya

En 1560 al llevarse a cabo la congregación de Calimaya y Tepemaxalco, el virrey de la Nueva España ordenó que se organizaran las dos repúblicas de indios con cabildo y territorio cada una, pero conviviendo en el mismo pueblo. Como el territorio de Calimaya y Tepemaxalco era muy grande, los mejores terrenos de los pueblos quedaron vacíos. Por eso el virrey ordenó, también en 1560, que para salvaguardar las tierras de Calimaya y Tepemaxalco se fundaran cinco pueblos: Mexicaltzingo, Chapultepec, San Antonio la Isla, Santa María Nativitas y San Andrés Ocotlán. Cada uno de ellos tendría autoridades locales, subordinadas a las cabeceras, y estaría formado por 50 casas de indios comunes o macehuales. Por su importancia en la región a Calimaya se le asignó día para el tianguis semanal, que desde 1560 empezó a funcionar los jueves, oficialmente.
Los santos patronos y sus iglesias se aceptaron porque se brindó la oportunidad de continuar organizados en la vida social y religiosa como se hacía en la época prehispánica, es decir, alrededor de las deidades particulares de cada barrio. Dentro de lo que perduró están el barrio, que seguiría siendo la célula básica de organización y la religión, el eje del universo calimayense.
Las labores del campo se delegaban a los hombres, principalmente, aunque ellos siempre contaban con la ayuda de los demás miembros de la familia, inclusive de las mujeres, en las faenas más pesadas. El sistema de ayuda recíproca entre diferentes miembros de un barrio podía realizarse gracias a las diferencias en las altitudes de los terrenos. En los siglos XVI y XVII, la coa se usó como instrumento de trabajo y en las zonas lacustres donde habitaban los indios de origen mexicano también se usó el sistema intensivo de chinampa.
En el siglo XVII ya funcionaban en el Valle de Toluca las haciendas de Atenco, Cuauhtenco y Almoloya, en los ranchos de Tepemaxalco o Las Trojes Zasacuala, San Agustín, San Nicolás y Santiaguito, todas propiedades del condado de Santiago Calimaya.
El periodo que transcurrió entre los años de 1640 a 1740, en principio fue un tiempo de expansión de los ranchos y haciendas de españoles y caciques. Se tiene noticia en el archivo parroquial de que al comenzar el siglo XVIII, había, sin contar las propiedades del condado de Santiago Calimaya, los siguientes ranchos y haciendas: en la parte norte del territorio, la hacienda de Zacango perteneciente a la familia Martínez; al oriente, el rancho de la familia Rojas; el de don Bartolomé, en Chapultepec; al sur, los de las familias Gómez y López.
Estas cinco propiedades se habían heredado a 13 descendientes de los anteriores dueños y aunque con la herencia se habían fraccionado las extensiones territoriales, los nuevos propietarios hicieron hasta lo imposible por acrecentar, a costa de las tierras comunales de los calimayenses, sus ranchos y haciendas.

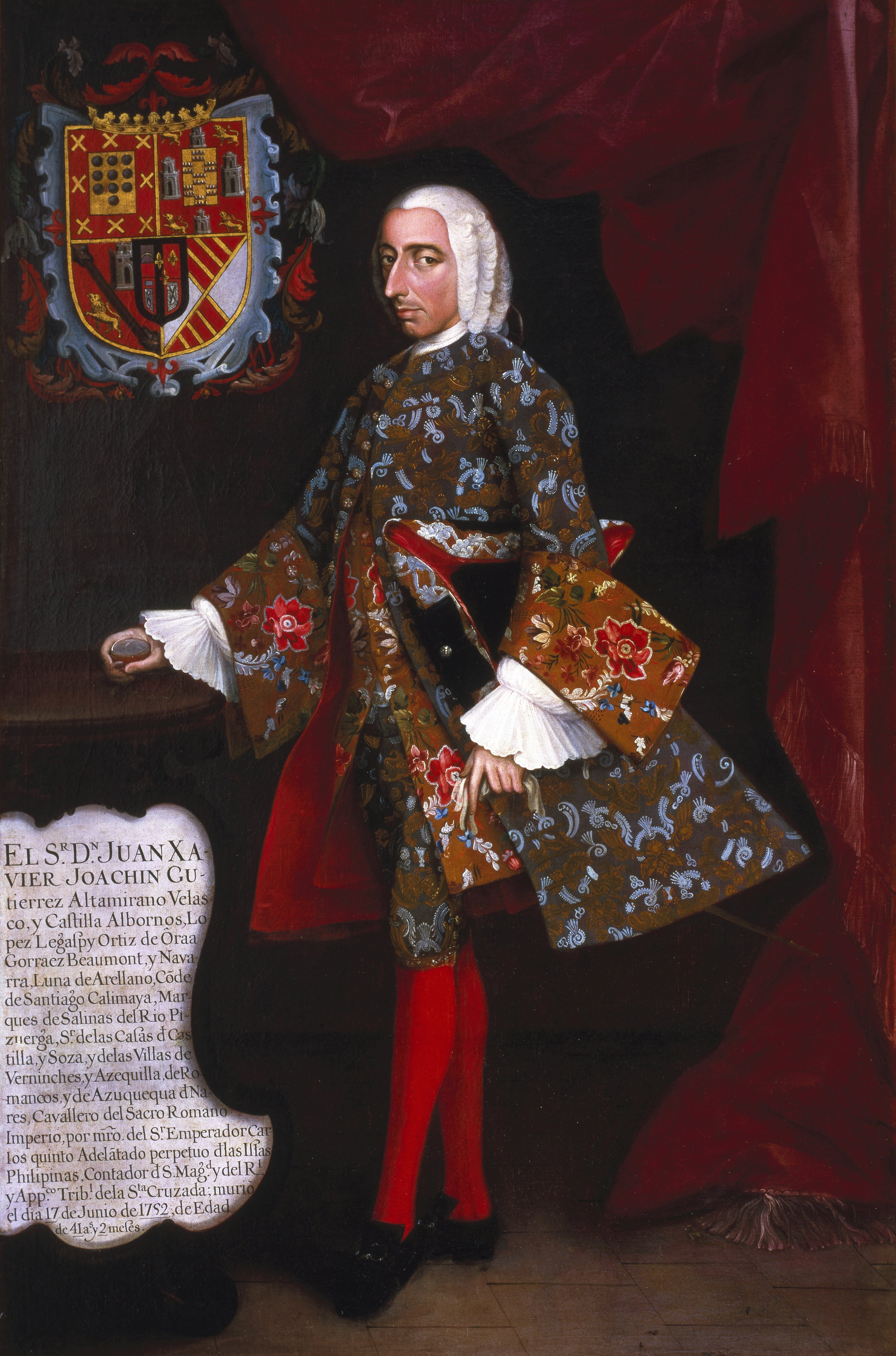
Miguel Cabrera - Don Juan Xavier Joachín Gutiérrez Altamirano Velasco

El nieto de Juan Gutiérrez Altamirano contrajo matrimonio con una nieta del virrey Luis de Velasco y en 1616, logró que las autoridades españolas lo convirtieran en noble. A partir de ese momento, el encomendero se convirtió en conde de Santiago Calimaya y por si fueran pocas las gracias obtenidas, también logró que la encomienda de Calimaya, Tepemaxalco y sus pueblos sujetos se convirtiera en perpetua.
Cada barrio, pueblo y estancia tenían un santo que lo representaba ante el mundo externo, lo cohesionaba internamente y de manera particular a sus pobladores. Alrededor del santo patrón, las familias organizaban una gran cantidad de actividades: limpieza y atención de la imagen religiosa, festejos, procesiones, visitas a otras iglesias cercanas y santuarios.
Las fiestas del santo tenían un gran valor cultural, de allí el esmero porque fueran cada vez más lucidas. Incluían danzas, vestimentas, música, representaciones en lengua indígena, platillos típicos en las comidas y todo aquello que no era de uso diario, pero que representaba la íntima forma de ser.
La ocupación de las tierras de Calimaya y Tepemaxalco por rancheros y hacendados, hasta ese momento de la historia, se había dado en tres etapas: la primera arrancó en la segunda mitad del siglo XVI y estuvo representaba prioritariamente por los encomenderos, quienes al título diferente de su encomienda, habían hecho crecer varias de sus propiedades dentro de los límites de los pueblos; la segunda fase que estuvo representaba por los rancheros y hacendados que adquirieron sus terrenos en las últimas décadas del siglo XVII y en las primeras del siglo XVIII y la última por los criollos y españoles, "vecinos del comercio", que iniciaron la compra de tierras cuando el régimen colonial estaba llegando a su fin.

Palacio de los condes de Calimaya, ubicada en la Ciudad de México

En 1809, el apellido Altamirano se perdió por falta de descendientes varones en el vínculo de Santiago-Calimaya; de aquí que los últimos condes se apellidaran Cervantes. El penúltimo de ellos llamado José María, se vio obligado a renunciar en favor de su primogénito, don José Juan de Cervantes Michaus, el título de Santiago Calimaya, al de adelantado perpetuo de las islas Filipinas y a los mayorazgos Altamirano, Legaspi y Arévalo.
Cuando José Juan de Cervantes era un niño, quedó huérfano de madre, y su abuelo materno, José Ángel Michaus lo educó y se encargó del cuidado de sus bienes, entre los que se encontraban las haciendas del Valle de Toluca. Al consolidarse la Independencia de México, se suprimieron los mayorazgos, de tal manera que las propiedades y bienes económicos de José Juan se conservaron intactos hasta 1874, fecha en la que murió y en la que sus descendientes provocaron el fraccionamiento por derecho de herencia.
Al iniciarse el siglo XIX, los condes de Calimaya se encontraban saliendo adelante de los estragos económicos que el litigio contra los marqueses del Valle y del Real Fisco les ocasionó durante el siglo XVIII. Habían podido recuperar sus propiedades confiscadas.
Entre los años de 1810 a 1821 el poblado de Calimaya se vio alterado por los efectos de la guerra de Independencia. Cosechas arruinadas, alzas de precios impresionantes en los productos agrícolas, la epidemia de 1813 (que alcanzó una mortalidad local mayor incluso a la del año de 1786, fecha que en la historia de México es conocida como "el año del hambre"), serias dificultades para conseguir trabajo en las haciendas, cuyos procesos productivos se veían interrumpidos por la situación de guerra; llegada constante de soldados y rebeldes que además de exigir ayuda y alimento cometían todo tipo de atropellos. 

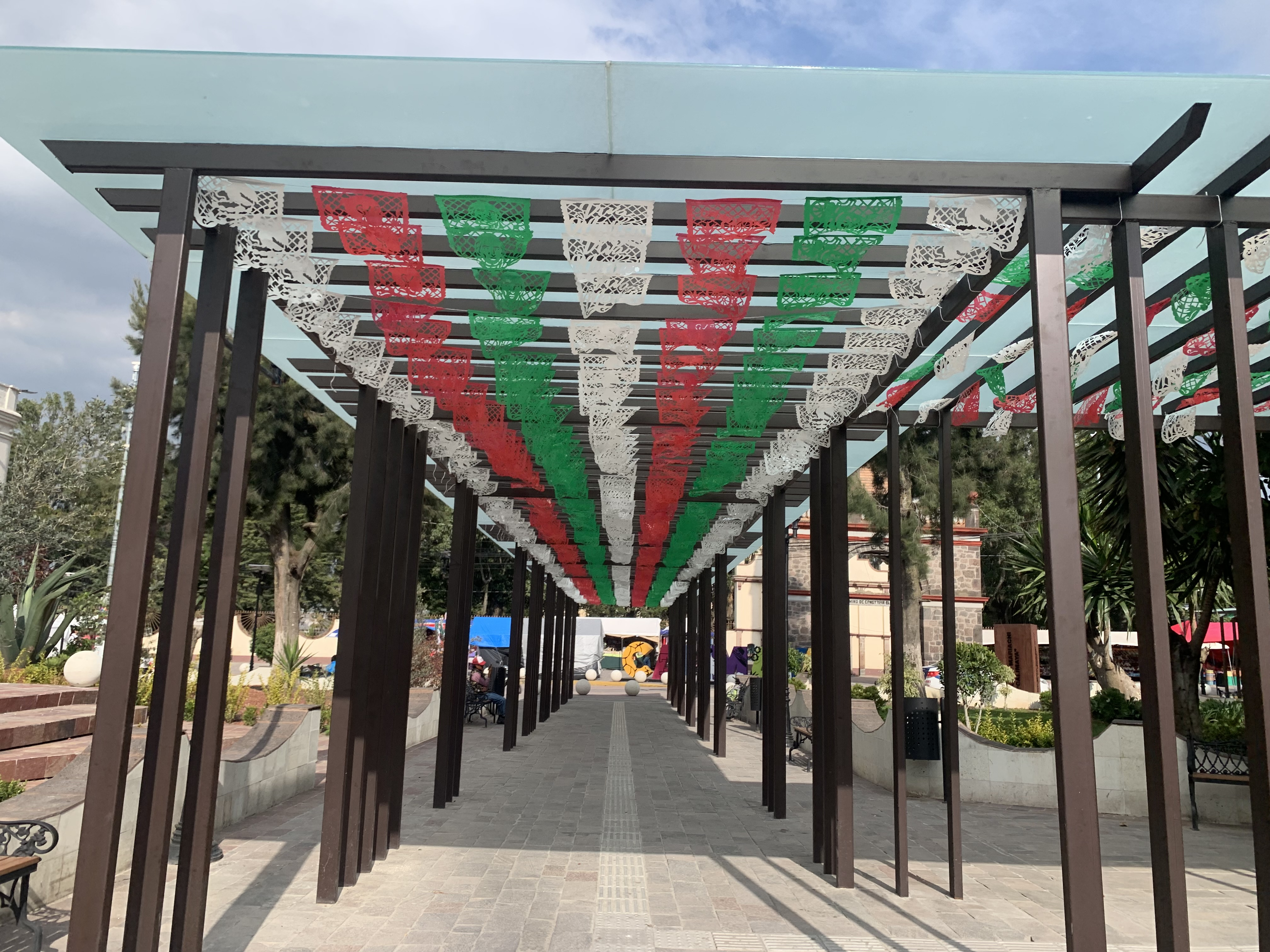
Decoraciones por la celebración de la Independencia de México, en el centro de Calimaya

El entonces conde de Calimaya, José Cervantes, fue de los firmantes del Acta de Independencia del Imperio Mexicano del Imperio Mexicano, aun cuando durante la guerra obtuvo los grados de "Patriota Distinguido de Fernando VII" y de "Coronel de Regimiento de Infantería Provisional de México". Posteriormente se unió a los ideales independentistas de Agustín de Iturbide, debido a que sus intereses también se veían afectados por las dificultades políticas que España estaba viviendo.

## Creación del municipio
Desde el siglo XVI el pueblo contaba ya con un cabildo que gobernaba su república indígena y su población era numéricamente suficiente para alcanzar los requisitos que la ley del nuevo Estado de México imponía para que se erigiera en municipio. Por ello, no fue necesario esperar una concesión estatal en este sentido. Calimaya, al nacer el Estado de México, pasó de facto a la categoría de municipio. La "República Indígena" se convirtió en un viejo recuerdo. El germen de la comunidad mestiza que hoy es Calimaya había empezado a dar fruto en aquellos años y este es el hecho más relevante en la historia de Calimaya entre 1821 y 1856.

#### El Porfiriato
Calimaya, en alguna medida tuvo durante el porfiriato un ascenso en el nivel de vida de su población y un cambio radical en la fisonomía de sus pueblos, especialmente en la cabecera municipal. El fenómeno que dio la característica a aquella etapa fue el incremento de la actividad comercial, la arriería, y el desplazamiento temporal de la agricultura como actividad prioritaria de la economía local. Al convertirse Toluca en la capital del Estado de México, hubo un incremento paulatino en la demanda interna de productos y en consecuencia, un aumento en la producción agrícola aledaña con una intensificación paralela a la actividad comercial en la región. 

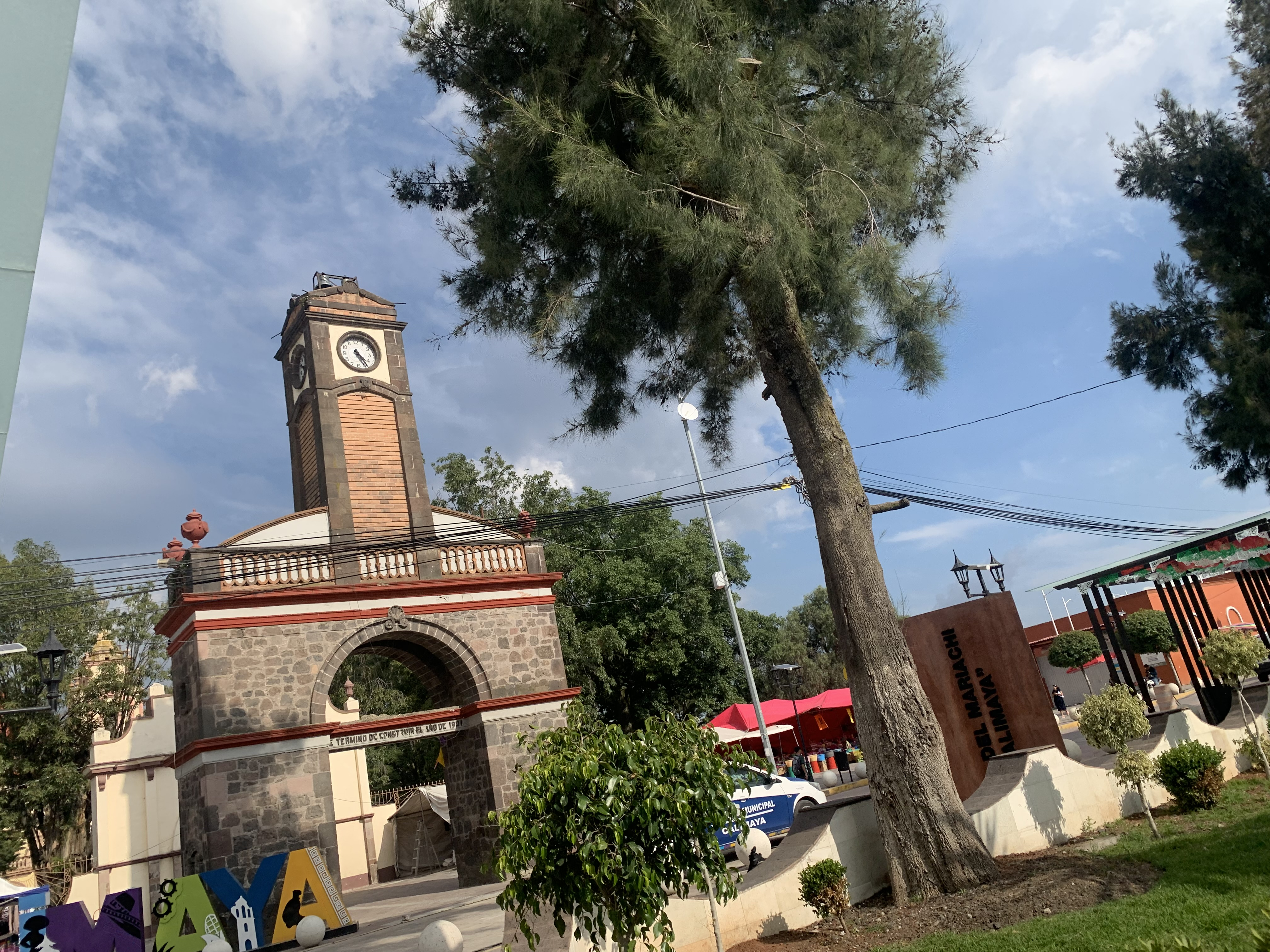
Reloj de Calimaya, inaugurado durante el porfiriato

También fue durante aquellos años cuando se empezó a incrementar la producción de pulque, tan común era entonces ver a los arrieros caminando por las calles, como lo era ver a su lado a los raspadores de pulque que más tarde serían los causantes de que los calimayenses fueran conocidos regionalmente como "Los mechaleros". Pero el pulque no era la única bebida que se vendía en la localidad, el aguardiente, que recuas pertenecientes a calimayenses traían desde las zonas cañeras de Morelos, era muy consumido.
Económicamente fue una buena época para Calimaya. La mayor parte de las bellas construcciones que todavía se miran en la calle principal de la cabecera datan de aquellos años.
El cambio de la fisonomía de Calimaya y las magníficas relaciones de las élites locales con las autoridades de Toluca, llevaron a que la cabecera del municipio le fuera otorgada la categoría de Villa el 28 de septiembre de 1894; desde entonces adquirió el apellido "Díaz González", en honor de don Prisciliano María. Ese día, el pueblo fue visitado por personajes  como Eduardo Villada, gobernador interino y el hijo del poeta Juan de Dios Peza, quien leyó un discurso, en nombre de su padre a la hora del banquete que se sirvió en la antigua casa cural.
En 1897 se inauguró el ferrocarril de Toluca a Tenango, que para 1899, recorría 24 kilómetros, pasando por Toluca, Metepec, Mexicaltzingo, Calimaya y Tenango.
Posteriormente se realizó una prolongación hasta San Bartolomé Atlatlahuca. La construcción se concedió a la compañía Henkel con el derecho de teléfono y telégrafo. Ello significó que Calimaya estuviera entre los primeros municipios del Estado que contaron con teléfono, telégrafo y luz eléctrica. El paso del ferrocarril significó grandes cambios para la vida del municipio. La actividad comercial aumentó considerablemente en la última década del siglo XIX y en la primera del siglo pasado.
En los años anteriores a 1910, las contradicciones de la economía porfiriana se empezaron a manifestar en una crisis cuyos efectos se padecieron en todos los rincones y por todos los campos sociales del país. Esto, aunado a los problemas que el ferrocarril a Tenango trajo al comercio calimayense, hicieron que las desigualdades sociales del pueblo empezaran a expresarse en un tono notorio de violencia; sin embargo, al iniciar 1910, nadie parecía sospechar en Calimaya que en el mes de noviembre el país empezaría la guerra civil.
Según relata en su diario don Manuel de la Serna:

"la primera parte de aquel año estuvo repleta de acontecimientos significativos para nuestra pequeña comunidad. En el orden económico se vivían aún los efectos de la feroz nevada que en 1909 había arruinado las cosechas; aunque, en marzo de 1910, todos estaban atentos al festín que el ayuntamiento daba a los jefes políticos de Tenango del Valle y de Toluca por la ayuda que habían dado para dotar de agua a varios poblados de la comunidad"

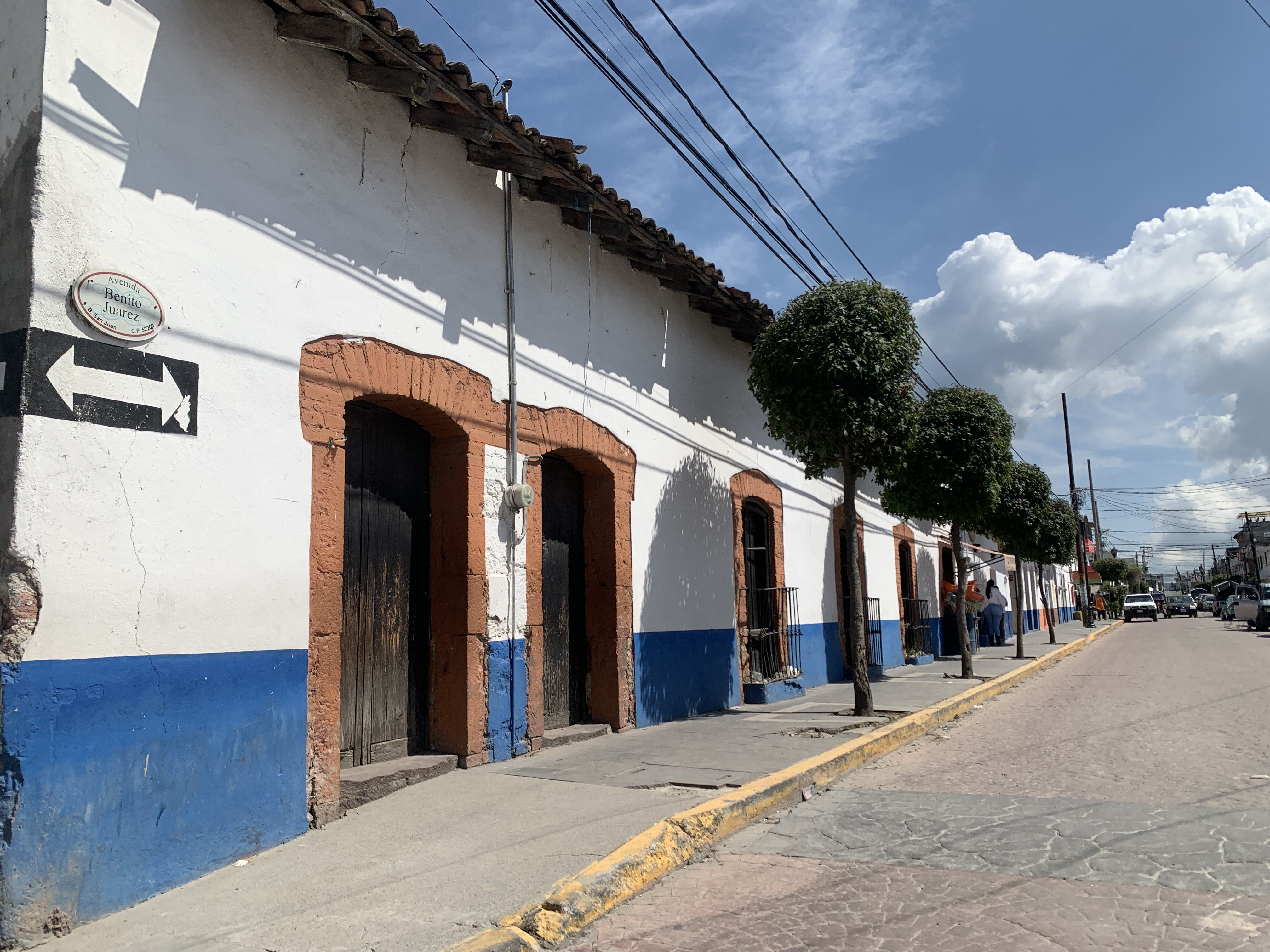
Edificio viejo en Calimaya

En síntesis, aunque el calimayense no tuvo una participación importante en el movimiento revolucionario, Calimaya al igual que los poblados mexicanos, tuvo años de verdadera angustia, propiciados por la guerra civil que sacudió al país.
El problema más terrible que vivió Calimaya al despuntar la década siguiente, fue que su efímero desarrollo comercial se truncó por los adelantos de la tecnología, especialmente la generación del uso del automóvil y la construcción de nuevas carreteras. Cuando el tren a Tenango desapareció y se abrió la carretera a Ixtapan de la Sal, los camiones y automóviles empezaron a surtir lo que demandaban los mercados de Toluca de las tierras del sur. Los arrieros dejaron de existir y la distancia que había de la nueva carretera a la cabecera municipal ocasionó que nadie más visitara Calimaya, ni siquiera para tomar un refresco o deleitarse con el paisaje.
Una de las medidas políticas que vino a amainar un poco la crisis económica y social, fue el reparto agrario que se efectuó con las tierras de las haciendas comarcanas. El 4 de octubre de 1930 el gobernador del Estado de México, con aprobación de la Presidencia de la República, dio resolución a las demandas de Ignacio Zaragoza dotando a este poblado con terrenos de la hacienda del Veladero. Era una superficie de 1,362 hectáreas divididas de la siguiente manera: 98 hectáreas de temporal de primera y 1,362 de monte. 
San Francisco Putla también recibió terrenos del Veladero, pero se le negó la restitución de bienes comunales porque no tenían títulos antiguos. Santa María Nativitas obtuvo 500 hectáreas de tierras ejidales de la hacienda de Zacango, pero también se le negó la tierra comunal por las mismas razones que a Putla. San Andrés Ocotlán recibió terrenos ejidales del rancho del Mesón y de la hacienda de la Esperanza. Los de la Huerta recibieron terrenos ejidales del Veladero y se les negó el derecho, por falta de legitimidad, de tierra comunal. San Bartolito recibió su ejido de la hacienda de Atenco, San Marcos y San Lorenzo se quedaron sólo con su propiedad privada.

## Personajes Ilustres
Los famosos condes de Santiago Calimaya, no nacieron ni vivieron en Calimaya, pero hicieron conocida la localidad porque fueron los nobles más encumbrados de la Nueva España y su nombre se oía en todos lados. 

#### Prisciliano María Díaz González
Nació en Calimaya en la primera mitad del siglo XIX que en la época de la Reforma Liberal, era un gran jurista, especializado en la Ley de Amparo. Redactó las Garantías Individuales en la Constitución de 1857. Político inquieto, fue diputado, senador en no menos de cinco o seis ocasiones, no sólo por el Estado de México, sino también por Morelos y Jalisco; llegó incluso a ser candidato a gobernador de la entidad. Fue asimismo un gran líder en el entonces incipiente movimiento obrero mexicano.

#### Silvina Jardón
A fines del siglo pasado, estudió en Italia con María Montessori. A su regreso dedicó su vida a la enseñanza de la niñez. A ella se debieron los primeros jardines de niños que hubo en el Estado; fue compañera inseparable de Elvira Nozari, una de las precursoras más notables del movimiento feminista mexicano.

#### Edmundo Jardón Arzate
Oriundo del municipio, líder comunista mexicano, diputado federal y autor de varias obras, entre las que destaca un libro sobre Tlatelolco. Su padre fue el también notable Raúl Jardón, quien, al iniciarse el siglo XX, fundó un teatro en Calimaya y fue escritor especializado en cuentos.

### Médicos
Javier Ibarra, quien, entre las décadas de los treinta y los cuarenta, se hizo famoso en la Ciudad de México por las cirugías que practicó a varios toreros.
Winstino García realizó por vez primera una operación de corazón a pecho abierto en 1937.
El ginecólogo José de la Serna, fue uno de los fundadores del Hospital Toluca.

### Escritores
Roberto G. Serna, editor y periodista que en los años cincuenta dirigió el periódico El Zócalo, de la Ciudad de México; Carlos Garduño Torres, fundador, en 1947, de El Sol de Toluca.
Don Alfonso Sánchez García, fue cronista de la ciudad de Toluca y subdirector de Patrimonio Cultural del Estado de México. También conocido como el Profesor Mosquito, deleitó con su pluma a los lectores de varios diarios y revistas capitalinas y estatales, algunos de los cuales él mismo dirigió. Fue autor de varios libros, entre los que podemos citar los siguientes: Toluca del Chorizo, Don Prisciliano María Díaz González e Historia del Estado de México.

## Cronología de Hechos Históricos
| Año                  | Acontecimientos |
| -------------------- | --- |
| 800                  | Año en que se fundó Teotenango y probablemente Calimaya y Tepemaxalco. |
| 1472                 | Calimaya y Tepemaxalco fueron conquistadas por Axayácatl. En esa fecha pagaban tributo a los mexicas. |
| 1521                 | Gonzalo de Sandoval conquistó el Valle del Matlatzinco y con él a Calimaya y Tepemaxalco. |
| 1521-1540            | Periodo caracterizado por la extracción de recursos y la explotación de los indígenas para consolidar la conquista española. |
| 1524                 | Llegan los frailes franciscanos, quienes se encargaron de la evangelización en Calimaya y Tepemaxalco. |
| 1528                 | Calimaya y Tepemaxalco se convierten en parte de la encomienda otorgada a Hernán Cortés, quien luego cedió los derechos a su primo Juan Gutiérrez de Altamirano. |
| 1531                 | Hernán Cortés recupera su derecho de encomendero sobre Calimaya, Tepemaxalco y sus pueblos sujetos. |
| 1536                 | La encomienda de Calimaya y Tepemaxalco vuelve a manos de Juan Gutiérrez Altamirano, cuyos descendientes serían los condes de Santiago de Calimaya. |
| 1559                 | Calimaya y Tepemaxalco solicitaron títulos de propiedad de sus terrenos, los cuales fueron otorgados a Tepemaxalco. |
| 1560                 | El virrey Luis de Velasco ordenó la congregación de los pueblos de Calimaya y Tepemaxalco en un mismo pueblo: Calimaya. Además, inició el tradicional tianguis del día jueves y ordenó la fundación de Mexicaltzingo, Chapultepec, San Antonio la Isla, Santa María Nativitas y San Andrés Ocotlán. |
| 1567                 | El virrey emitió ordenanzas a favor de los naturales, limitando la influencia y las estancias de los españoles cerca de los pueblos indígenas. |
| 1560-1640            | Reordenamiento del territorio y reestructuración de la vida del pueblo como consecuencia de la congregación de Calimaya y Tepemaxalco. |
| 1616                 | El nieto de Juan Gutiérrez Altamirano fue nombrado conde de Santiago Calimaya. |
| 1718                 | Composición de las tierras de Calimaya y Tepemaxalco por las autoridades españolas. |
| 1809                 | El apellido Altamirano se pierde; José Juan de Cervantes Michaus obtiene el título de Santiago Calimaya. |
| 2 de marzo de 1824   | Erección del municipio junto con el nacimiento del Estado de México, otorgando a Calimaya la categoría de municipio. |
| 1826                 | Epidemia de sarampión que afectó severamente a Santiaguito. |
| 1836                 | Calimaya apoyó al país durante la guerra de Texas. |
| 1840                 | La arriería se torna en una actividad importante; epidemia de viruela afecta principalmente a la población de Mexicaltzingo. |
| 1847                 | Habitantes de Calimaya se alistaron en el Batallón de Toluca y participaron en la defensa del Castillo de Chapultepec durante los conflictos bélicos contra los Estados Unidos. |
| 1870                 | Rebelión de los vecinos de San Andrés Ocotlán contra los abusos de las autoridades locales. |
| 1894                 | El 28 de septiembre, Calimaya recibe la categoría de villa. |
| 1897                 | Llegada del ferrocarril al pueblo. |
| 1909                 | Feroz nevada que arruinó las cosechas. |
| 1910                 | Se realizan mejoras públicas con motivo del Centenario de la Independencia. |
| 1915                 | Las cosechas se malograron y los precios de los granos alcanzaron niveles muy altos. |
| 1928                 | Epidemia de gripe que causó hambre y muertes en la comunidad. |
| 1930                 | Aumenta la actividad maderera en Calimaya; conflictos por tierras con Tlacotepec y Tilapa. |
| 4 de octubre de 1930 | Resolución del gobernador del Estado de México a favor de Zaragoza con terrenos de la hacienda del Veladero. |
| 1986                 | Inauguración de la biblioteca municipal por el licenciado Diógenes Condes. |
| 1997                 | El 25 de mayo fallece Alfonso Sánchez García, destacado maestro, periodista e historiador. |
| 1998                 | Inauguración del Mercado Municipal el 16 de julio. |

## Monumentos Históricos
En materia de patrimonio histórico mueble, la gran pinacoteca municipal que se encuentra en la parroquia y las de todos los pueblos y barrios de visitas, tienen un acervo con obras y autores importantes como Cabrera y obras pictóricas de corte popular. También hay escultura y estocado y hasta un Cristo de caña de hechura indígena, del siglo XVI. Y la maravillosa carroza que el pueblo atribuye haber pertenecido a los condes Santiago-Calimaya, pero que en realidad perteneció a una ancestral cofradía.

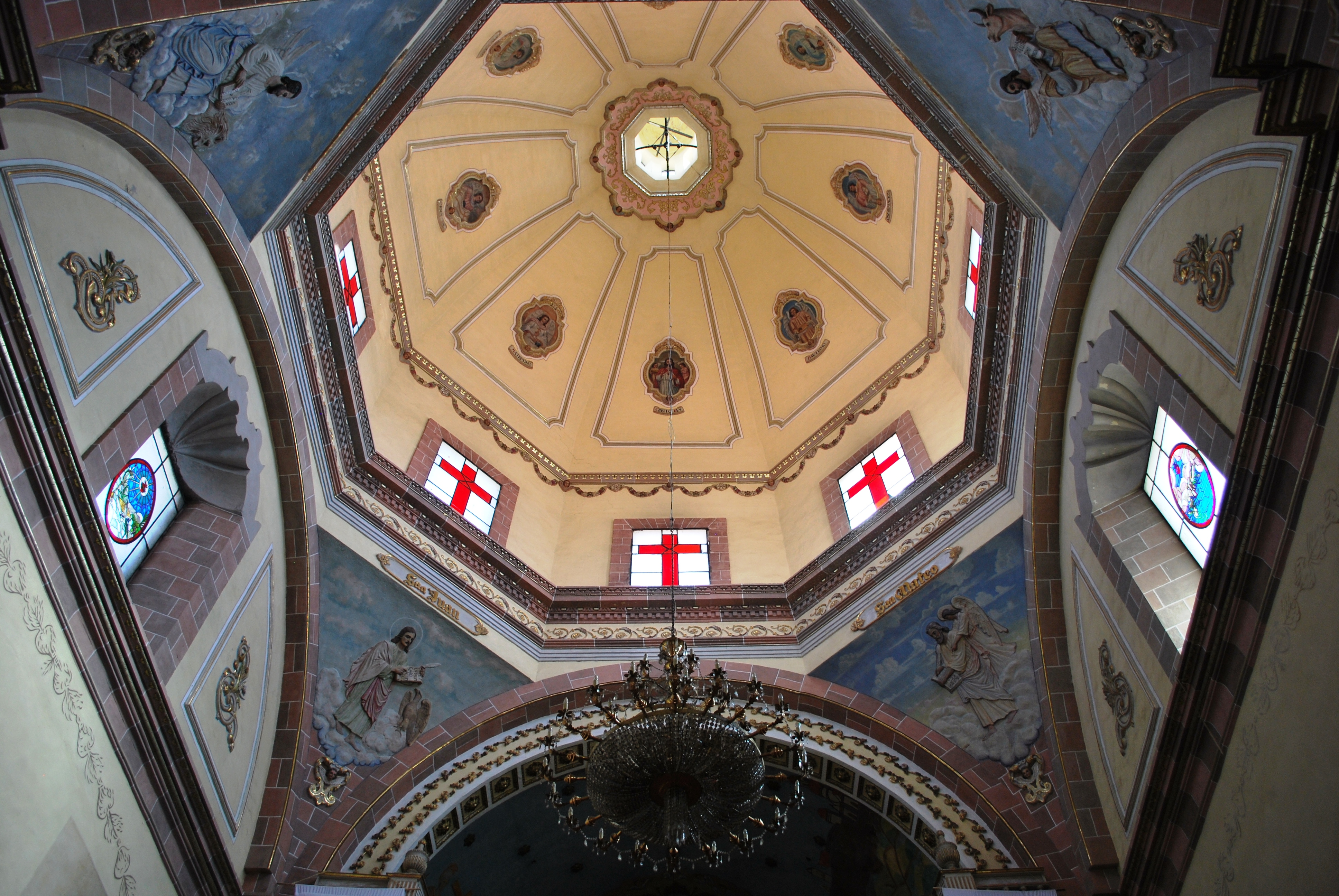
Cúpula de la Parroquia de la Virgen de los Ángeles

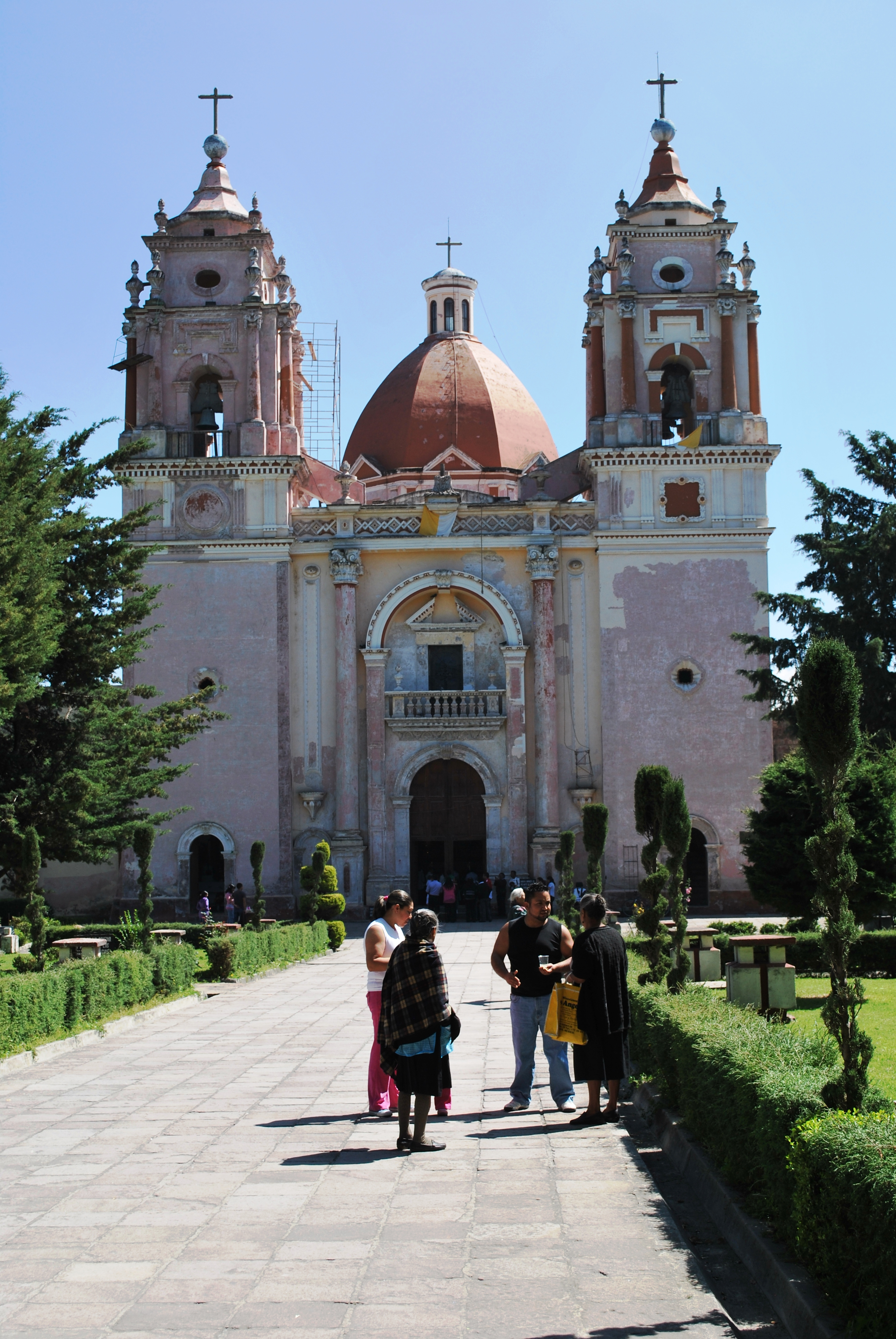
San Pedro y San Pablo

Los franciscanos inician en 1561 la construcción del convento, uno de los más grandes que se construyeron en la zona. Anexo a él se levantaron las capillas abiertas, al gran átrio, las cruces atriales, las capillas posas; muestra de elementos arquitectónicos novohispánicos de la arquitectura conventual del siglo XVI. En un extremo se levantó en la misma época la Capilla de la Tercera Orden.
Ejemplos representativos del barroco popular dentro del municipio de Calimaya son la portada de la Iglesia de Santa María Nativitas que es un bello ejemplar del barroco en argamasa, la capilla de San Andrés Ocotlán, cuya portada ostenta elementos decorativos como las columnas salomónicas; posiblemente su reconstrucción se realizó a principios del siglo XVIII; la capilla de San Juan Bautista y la de Nuestra Señora de los Ángeles; la iglesia de Nuestra Señora de la Concepción Coatipac, que tiene uno de los retablos populares más valiosos de la entidad; su portada es sencilla. La capilla de San Bartolito, en el pueblo del mismo nombre, cuya portada es rica en ornamentación.

## Fiestas, Danzas y Tradiciones
La práctica de adecuar el calendario religioso al calendario agrícola no se ha perdido del todo. Jamás se siembran las milpas sin antes llevar las semillas a bendecir a la parroquia. Otra vieja costumbre en este sentido es el famoso "paseo de los locos", en el que los hombres recorren las calles vestidos de mujeres, en la diversión y en lo chusco se olvidan que su juego evoca un antiguo ritual de fertilidad ligado con la agricultura; su finalidad original era la de propiciar la lluvia.
Igual que en la época colonial y en el siglo XIX, las fiestas patronales de cada barrio, pueblo y parroquia se siguen llevando a efecto con la misma devoción y organización. Cada año, un mayordomo, con ayuda de su familia, realiza los festejos anuales y semanalmente, los servicios de limpieza y cera a los santos. 
Todavía algunos años se ha logrado que ocho días antes de la fiesta, se haga "el paseo" para el que se preparan carros alegóricos que representan cuadros bíblicos o la vida de los santos. Otras procesiones típicas del lugar son las de "Los faroles" y la "del silencio". En Semana Santa el respeto y la excelente preparación de las procesiones hacen sentir como si Calimaya fuera un barrio sevillano, debido a la fuerte influencia española en las prácticas religiosas.
El 29 de julio, tres mayordomos organizan la fiesta mayor, dedicada a San Pedro y San Pablo, patronos de nuestra parroquia. Esta fiesta es la más lucida de todas, aunque su magnitud depende de la ayuda que se obtiene de las familias y el ayuntamiento; nunca faltan los castillos y cohetes, cuando se puede se organizan novilladas y peleas de gallos. 
Hasta hace poco tiempo, era tradicional la presentación de danzas como la de "Moros y cristeros", la de "Los arrieros", la de "Los tejamanileros" o la de "Los cañeros", pero han dejado de presentarse, a veces por falta de dinero o porque los jóvenes ya no se interesan ni se dan tiempo para practicarlas y aprenderse los diálogos. Sin embargo, en algunos pueblos que fueron antiguas dependencias de Calimaya, se practican varias danzas que evocan tradiciones prehispánicas y coloniales, como "La danza de la pluma", que año tras año se presenta en Santa María Rayón.
El día de los Santos Patronos, en todos los hogares del pueblo se prepara el tradicional mole y en casa de los mayordomos, se sirven barbacoa y abundantes bebidas alcohólicas.

## Festividades religiosas del municipio
| Barrio                   | Fecha                    | Festividad                         |
| ------------------------ | ------------------------ | ---------------------------------- |
| San Andrés Ocotlán       | 1 de enero               | Acción de gracias por el año nuevo |
| Calimaya                 | 2 de febrero             | La Candelaria                      |
| Calimaya                 | 19 de marzo              | San José                           |
| San Marcos de la Cruz    | 25 de abril              | San Marcos evangelista             |
| Calimaya                 | 29 de junio              | San Pedro y San Pablo Apóstoles    |
| San Lorenzo Cuauhtenco   | 10 de agosto             | San Lorenzo diácono y mártir       |
| San Bartolito Tlatelolco | 24 de agosto             | San Bartolomé Apóstol              |
| San Andrés Ocotlán       | Último viernes de agosto | La bajada del señor (El beso)      |
| Santa María Nativitas    | 8 de septiembre          | Natividad de la Virgen María       |
| San Diego la Huerta      | 13 de noviembre          | San Diego de Alcalá                |
| San Andrés Ocotlán       | 30 de noviembre          | San Andrés Apóstol                 |
| La Concepción Coatipac   | 8 de diciembre           | La Inmaculada Concepción           |
| Zaragoza de Guadalupe    | 12 de diciembre          | Nuestra Sra. De Guadalupe          |

## Música
La música de mariachi es una joven tradición que despertó en Calimaya desde la década del setenta. Las contrataciones desde sus inicios se incrementaron y la fama creció. El primer mariachi fundado en Calimaya fue el "Mariachi San Juan", cambiaron de nombre "Mariachi de los Angeles".
Hoy, los mariachis se han multiplicado y son alrededor de 18 los que hay en la cabecera, más tres o cuatro en las delegaciones. Muy a pesar de este número, quien desee contratar un mariachi debe hacerlo con un mes de anticipación. El costo promedio por hora es de mil pesos; sin embargo, varía según el lugar y la distancia de presentación. Y este precio lo vale porque la calidad en sus interpretaciones ha mejorado, si antes aprendían líricamente hoy van al Conservatorio o Bellas Artes.

## Artesanías
La tradición de tejer rebozos aún perdura gracias a la iniciativa del joven Julio César Gómez, quien ha trabajado por rescatarlo y enseñarlo a nuevas generaciones, cuestiones que le han merecido reconocimiento nacional e internacional, hacer la punta de rebozos es una actividad que a pesar de que agoniza se sigue realizando tanto en rebozos tejidos en Calimaya, Tenancingo inclusive de Santa María del Rio. En San Bartolito, trabajan los arreos de charrería. Su material de trabajo es el cuero, la reata o mecate y las cerdas de res.
En Calimaya, una persona elabora trajes de charro. Su demanda es poca y por eso sólo se trabaja por pedido. En Santa María Nativitas, se elaboran últimamente muñecos con hojas de maíz cacahuazintle y cuadros de popotillo con color.

## Gastronomía
En lo que respecta al arte de la cocina, Calimaya es simplemente una hija más de la región del Valle de Toluca. Se comen habas, la sopa de hongos y la barbacoa, a la que en muchas partes del país se le atribuye su origen en el Valle de Toluca que goza de su tradición ganadera desde el siglo XVI.
Lo que es típico de Calimaya, sin duda, es el famoso tecui. Esta bebida, cuyo nombre en náhuatl quiere decir "el que hace mover el corazón", tuvo su origen en la época de la arriería, cuando a lomo de mula se traían de Morelos dos botes llenos de alcohol en cada animal. Se prepara con jugo de naranja endulzado y el alcohol; es costumbre que se prenda un cerillo a la vasija donde se guarda para deleite de la vista, antes de que se proceda darle alegría al corazón.
Centros Turísticos	La hacienda de Zacango de cuyo origen tenemos datos desde la primera mitad del siglo XVII, fue un punto nodal para el comercio y la arriería calimayense, hoy es uno de los zoológicos más importantes del país. Tiene una superficie de 48 hectáreas y más de 200 variedades de animales procedentes de distintas partes del mundo.

## Cronología de los Presidentes Municipales
| Presidente Municipal                          | Período de Gobierno   |
| --------------------------------------------- | --------------------- |
| Leopoldo Hernández                            | 1940-1941             |
| Manuel Alarcón                                | 1942-1943 y 1946-1947 |
| Tomás García                                  | 1944-1945             |
| Esteban Alanís                                | 1946                  |
| Lorenzo Cejudo                                | 1947-1948             |
| Herculano González                            | 1949-1951             |
| Abraham Hernández                             | 1952-1953             |
| Carlos Martínez                               | 1953-1954             |
| Lorenzo Hernández                             | 1955-1957             |
| Mario Mendoza de la Serna                     | 1958-1960             |
| Feliciano López Landa                         | 1961-1963             |
| Ponciano Robles C.                            | 1964-1966             |
| Ricardo Hernández Becerril                    | 1967-1969             |
| Rodolfo Mendoza Guadarrama                    | 1970-1972             |
| Erasmo Díaz Leal A.                           | 1973-1975             |
| Samuel Mendoza de la Serna                    | 1976-1978             |
| Roque Bobadilla López                         | 1979-1981             |
| Baltazar Tarango Velázquez                    | 1982-1984             |
| Enrique Diógenes Condes Torres                | 1985-1987             |
| Ramón Vázquez Robles y Felipe Trigos Bautista | 1988-1990             |
| Serafín Corona Mendoza                        | 1991-1993             |
| Virgilio Marco Antonio Hernández R.           | 1994-1996             |
| Víctor Manuel Tarango Malváez                 | 1997-2000             |
| Raymundo Juan Piña Rivas                      | 2000-2003             |
| Roberto Vargas Maya                           | 2003-2006             |
| Oscar Hernández Meza                          | 2006-2009             |
| Irad Mercado Ávila                            | 2009-2012             |
| Oscar Vergara Gómez                           | 2013-2015             |
| Armando Levi Torres Aranguren                 | 2016-2018             |
| Oscar Hernández Meza                          | 2019-2021             |
| Oscar Hernández Meza                          | 2022-2024             |